# Ligação delta

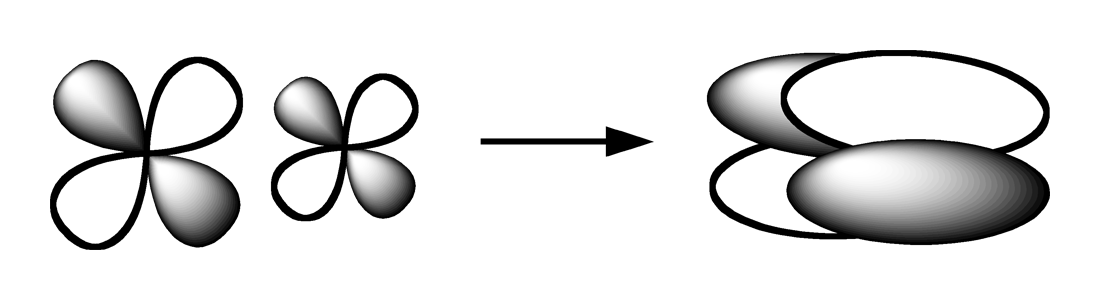
Formação de uma ligação δ pela sobreposição de orbitais d.

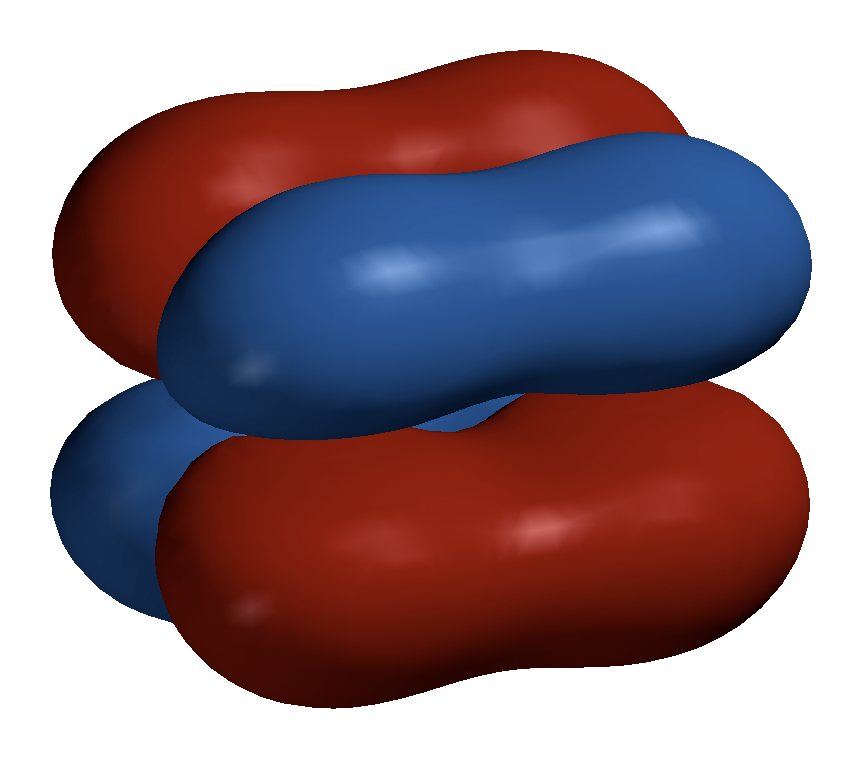
Modelo tridimensional de uma superfície ligante de uma ligação δ na substância Mo_{2}.

Em química, ligações delta (ligações δ) são ligações químicas covalentes em que quatro lóbulos de um orbital atômico envolvido sobrepõem-se a outros quatro lóbulos, provenientes de outro orbital atômico. Essa sobreposição acarreta a formação de um orbital molecular ligante com dois planos nodais que contêm o eixo internuclear e que atravessam ambos os átomos.
A letra grega δ no nome refere-se aos orbitais d, já que a simetria orbital da ligação δ é a mesma encontrada no orbital d, de quatro lóbulos, quando visto pelo eixo da ligação. Esse tipo de ligação é observada em átomos que ocuparam orbitais d com energia baixa o suficiente para participar em uma ligação covalente, por exemplo, em espécies organometálicas de metais de transição. Alguns compostos de rênio, molibdênio e cromo contêm uma ligação quádrupla, consistindo de uma ligação σ, duas ligações π e uma ligação δ.
A simetria orbital da orbital da ligação δ é diferenteda daquela em um orbital antiligante π, que possui um plano nodal contendo o eixo internuclear e outro, perpendicular ao primeiro, entre os dois átomos.
A notação δ foi introduzida por Robert Mulliken em 1931. O primeiro composto identificado que possui uma ligação δ foi o octaclorodirenato de potássio. Em 1965, F. A. Cotton relatou a existência de uma ligação δ como parte da ligação quádrupla rênio-rênio no íon [Re2Cl8]2−. Um outro exemplo importante de uma ligação δ é proposto no composto tricarbonila de ferrociclobutadieno, entre o orbital d do ferro e os quatro orbitais p da molécula de ciclobutadieno.